# Фани
Фани (англ. phanes, рос. фаны) — хімічні сполуки, утворені заміною одного або більше скелетних атомів С (суператомів) в циклічних або лінійних структурах на кільця, якими можуть бути манкудні системи, місткові зрощені кільця, насичені моноцикли, насичені біциклоалкани та поліциклоалкани, спіроалкани. Наприклад, 1(2)-піридина-3,5(1,3),7(1)-трибензенагептафан.